# NOAAS Davidson (S 331)
Le NOAAS Davidson (S 331) est un bâtiment hydrographique de la flotte de la NOAA (National Oceanic and Atmospheric Administration) en service de 1970 à 1989.

## Historique
Avant sa carrière à la NOAA, il a appartenu à la  United States Coast and Geodetic Survey (USC&GS) de 1967 à 1970 sous le nom de USC&GS Davidson (CSS 31). Il était le deuxième navire de l' United States Coast and Geodetic Survey et était le sister-ship du NOAAS McArthur (S 330).

### Construction
Construit en tant que "coastal survey ship" (CSS) pour l'U.S. National Geodetic Survey, Davidson a été construit par un chantier nommé depuis BAE Systems Electronic Systems (en) à Norfolk en Virginie et mis à l'eau le 7 mai 1966. Il intègre La Coast and Geodetic Survey la le 10 mars 1967 sous le nom de USC&GS Davidson (CSS 31).
Le 3 octobre 1970, lorsque la Coast and Geodetic Survey fusionna avec d'autres organismes du gouvernement des États-Unis pour former la NOAA, Davidson entra dans la flotte de la NOAA sous le nom de NOAAS Davidson (S 331).

### Équipement et mission
Avec son port d'attache au Pacific Marine Center, à Seattle (État de Washington), Davidson et son unique navire jumeau, McArthur, ont passé toute sa carrière à effectuer des levés hydrographiques sur la côte ouest des États-Unis, dans les eaux de l'Alaska, notamment dans la baie du Prince-William en 1974, les fjords de Tracy Arm et Endicott Arm et u port de Skagway Harbour,dans la baie de San Diego en 1975 et dans l'océan Pacifique.
Mis hors service en 1989, Davidson a été exploité sous le nom de RV Davidson pendant de nombreuses années par Ocean Services Inc., une société basée à Seattle, dont le port d'attache est situé à Sitka, en Alaska. Il a été utilisé comme navire océanographique dans le golfe du Mexique, les Caraïbes, l'Amérique du Sud, l'Alaska et à divers endroits du Pacifique. En 2002, du 28 février au 11 mai, il a été affrété par Nauticos  à la recherche du Lockheed L-10 Electra d'Amelia Earhart, aviatrice américaine disparue dans les îles Kiribati le 2 juillet 1937.
Il a finalement été vendu au Nigeria et y opère en tant que navire de sécurité dans les champs pétrolifères offshore nigérians.

### Note et référence
1. ↑  Nauticos

- (en) Cet article est partiellement ou en totalité issu de l’article de Wikipédia en anglais intitulé « NOAAS Davidson (S 331) » (voir la liste des auteurs).